# Franklin (Tennessee)
Franklin ist eine City in und Sitz der Countyverwaltung des Williamson County im US-Bundesstaat Tennessee. Das U.S. Census Bureau hat bei der Volkszählung 2020 eine Einwohnerzahl von 83.454 ermittelt.
Die Stadt ist ein Vorort von Nashville und grenzt im Osten an die Interstate 65 und im Süden, Westen und Norden hauptsächlich an agrarwirtschaftlich genutztes Land.

## Geschichte
Franklin wurde am 26. Oktober 1799 gegründet und nach Benjamin Franklin benannt. In der Zeit vor dem Amerikanischen Bürgerkrieg war Franklin das Zentrum der Plantagenwirtschaft in Tennessee.
Am 30. November 1864 kam es im Amerikanischen Bürgerkrieg zur Schlacht von Franklin, bei der es mehr als 8000 Opfer gab.
Heute zählt Franklin zu den wohlhabendsten Städten in Tennessee.

## Demographische Daten
Bei einer Volkszählung im Jahr 2000 wurde 41.842 Einwohner gezählt, davon wurden 48,3 % als männliche und 51,7 % weibliche Einwohner ausgemacht. Das Durchschnittsalter liegt bei 33,0 Jahren.

## Söhne und Töchter der Stadt
- Benjamin D. Nabers (1812–1878), Politiker, Mitglied im US-Repräsentantenhaus
- Alexander White (1816–1893), Rechtsanwalt, Richter und Politiker
- John Wilkins Whitfield (1818–1879), Armeeoffizier und Politiker, Mitglied im US-Repräsentantenhaus
- John P. Buchanan (1847–1930), Politiker und der 28. Gouverneur von Tennessee
- Sam McGee (1894–1975), Gitarrist und Banjo-Spieler
- Robert Knight (1945–2017), Sänger
- Joan Pennington (* 1960), Schwimmerin
- James Storm (* 1977), Wrestler
- Miley Cyrus (* 1992), Sängerin
- C. J. Beathard (* 1993), Footballspieler
- Taylor Ware (* 1994), Sängerin
- Luke Benward (* 1995), Schauspieler
- Jack Alcott (* 1999), Schauspieler

ebenso:
- Paramore, Alternative-Rock-Band